# 鄭安平
鄭 安平（てい あんぺい、? - 紀元前255年）は、中国戦国時代の人物。戦国七雄の一つ、魏の出身で後に秦、更には趙に仕えて武陽君の名を賜った。

## 生涯
魏国の人であった范雎が宰相の魏斉に斉との内通を疑われて拷問を受けた際、范雎の友人であった鄭安平は命からがら魏斉の元を抜け出した范雎を庇護し、彼の怪我が治ると魏斉の嫌疑の目から逃がす為、秦の昭襄王が使者として遣わしていた謁者の王稽に范雎を売り込み、秦へと亡命させた。
その後、秦で宰相となり昭襄王に重用された范雎に推挙され、鄭安平は将軍として秦に仕える事となる。
紀元前258年に五大夫の王陵らと共に長平の戦いの後、更迭された白起の後任として趙の首都の邯鄲を攻略する戦いに加わるも失敗。
翌年、王陵と交代した王齕への援軍として5万の兵の指揮官として参戦するも、趙軍に包囲され、2万の兵と共に趙に降伏した。
その後は趙において孝成王から武陽君の爵位を与えられ、紀元前255年に趙国で没した。